# هيني ديتمار
هيني ديتمار (بالألمانية: Heini Dittmar)‏ (30 مارس 1912، باد كيسينغن، فرانكونيا السفلى، ألمانيا – 28 أبريل 1960 بالقرب من مولهايم أن دير رور، ألمانيا الغربية) طيارًا شراعيًا ألمانيًا يحطم الرقم القياسي.
مستوحى من مثال شقيقه الشراعي الطائر إدغار، حصل ديتمار على تدريب في المعهد الألماني للانزلاق (DFS). في عام 1932، حلق بالطائرة الشراعية التي صنعها ذاتيًا Kondor، فاز بالجائزة الأولى في مسابقة Rhön Glider ‏.
ثم أصبح ديتمار طيارًا بحثيًا. في عام 1934، كان هو وهانا ريتش وبيتر ريدل وولف هيرت أعضاء في رحلة البروفيسور جوليجي لأمريكا الجنوبية بطائرة شراعية،  :65 حيث حقق في الأرجنتين رقمًا قياسيًا جديدًا في الارتفاعات 4,350 متر (14,270 قدم) حوالي 4,350 متر (14,270 قدم) ). في وقت لاحق من العام نفسه، حقق رقما قياسيا عالميا جديدا لمسافات طويلة باستخدام Fafnir II ‏ وحصل على كأس Hindenburg. في عام 1936، حقق أول معبر لجبال الألب في طائرة شراعية. ثم توج مسيرته كطيار شراعي بأن أصبح أول بطل للعالم الشراعي بعد فوزه في مسابقة رون الدولية الأولى للتزلج في عام 1937.

## روابط خارجية
- هيني ديتمار على موقع مونزينجر (الألمانية)